# Шамшиев, Саят Дашанович
Саят Дашанович Шамшиев (род. 24 февраля 1989) — казахстанский самбист и дзюдоист, серебряный призёр первенства мира по самбо среди юношей 2006 года, чемпион (2011) и бронзовый призёр (2009) чемпионатов Казахстана по дзюдо, бронзовый призёр этапа Кубка мира по самбо 2013 года в Уральске, бронзовый призёр чемпионата мира по самбо 2010 года, мастер спорта международного класса Республики Казахстан. Участвовал в чемпионате мира по самбо 2009 года, где стал пятым. По самбо выступал в первой средней весовой категории (до 82 кг).

## Чемпионаты Казахстана
- Чемпионат Казахстана по дзюдо 2009 — ;
- Чемпионат Казахстана по дзюдо 2011 — ;